# 5 Canum Venaticorum
5 Canum Venaticorum este o stea din constelația Câinilor de Vânătoare.